# Храм-памятник Христа Спасителя (Шэньян)
Храм-памятник Христа Спасителя — небольшая недействующая православная церковь в городе Шэньян (Мукден) на окраине Корейского квартала, построенная в 1911—1912 годы в память о русских солдатах, погибших в Маньчжурии в ходе русско-японской войны.
Храм-памятник составлял единое целое с каменной кладбищенской оградой, могильными плитами, единообразными поминальными крестами и садом являлся военным мемориалом, на котором покоилось около 60 тысяч погибших русских воинов. В годы «культурной революции» кладбище было разрушено и затем застроено. Сам храм сохранился и был признан «недвижимой исторической архитектурой города Шэньяна».

## История
Земля в этом месте площадью 13 085 м² была куплена царским правительством в 1902 году. В 1904 году началась Русско-японская война. Общие людские потери России составили 400 000 человек убитыми, ранеными, больными и пленными.
В 1908 году императором Николаем II был издан указ о посылке на Дальний Восток на бывшие поля сражений Русско-японской войны особой Комиссии для обустройства военных кладбищ России в Маньчжурии. В указе писалось: «Тысячи и тысячи незаметных наших героев, павшие смертью храбрых, нашли себе покой в далеком Китае, и чтобы оставить о них память нашим потомкам, сочли мы за благо послать особую комиссию на Д[альний] В[осток] по устройству памятников нашим героям». В Мукдене было устроено большое русское воинское кладбище, расположенное к северо-востоку от вокзала южно-маньчжурской железной дороги.

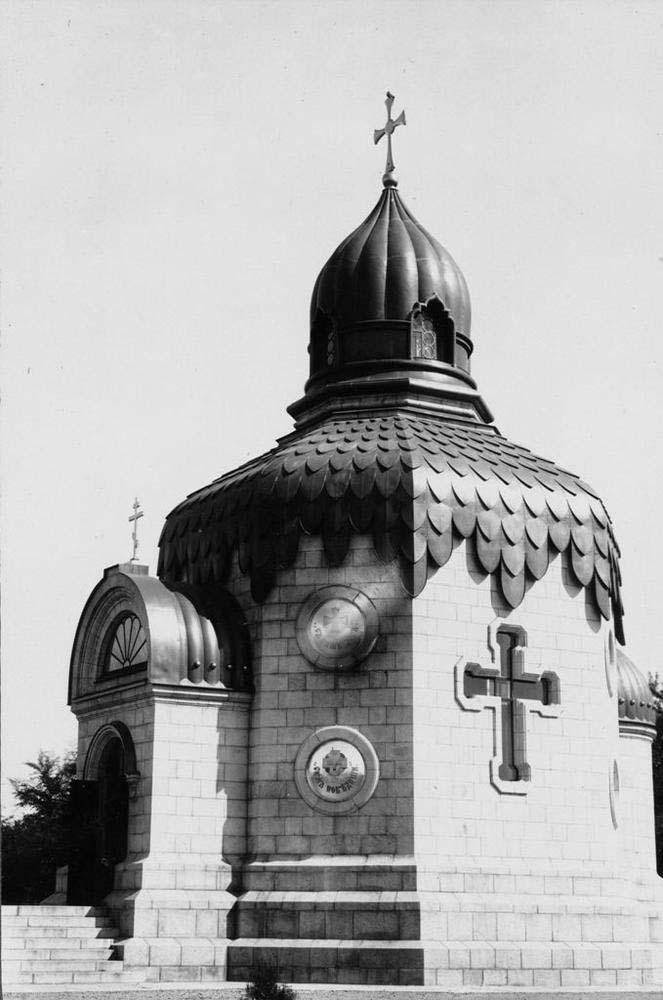

Идея построить храм-памятник в Мукдене и разработка эскизного проекта принадлежала великому князю Петру Николаевичу. Реализацией проекта занимался опытный гражданский инженер КВЖД Ю. П. Жданов, приглашенный по рекомендации генерала Д. Д. Хорвата. В помощь Ю. П. Жданову от дороги был назначен техник И. Ковтунов, а подряд выполнял подрядчик А. Н. Вяльцев.
8 сентября 1911 года в Мукдене посередине кладбища состоялась закладка храм-памятника во имя Христа Спасителя. Освящение закладки первого камня храма было совершено протоиереем Леонтием Пекарским, священником Николаем Сечко-Кушнеревским и иеромонахом Христофором. Они же отслужили панихиды на могилах. В специальное углубление в закладном камне был вложен крест, привезённый из Киева, и серебряная закладная доска с мемориальной надписью. На закладке храма присутствовали начальник Заамурского округа генерал-лейтенынт Мартынов, управляющий КВЖД генерал-лейтенант Д. Д. Хорват, представитель русского посланника в Пекине Б. П. Пелехин и российского генерального консула в Мукдене С. А. Колоколов. Особый акт на китайском и монгольском языках был подписан присутствующими на торжестве закладки храма генерал-губернатором трёх Восточных провинций Чжао-Эр-Сюнем и другими высокопоставленными лицами как с русской, так и китайской сторон.
Тема древнерусского воинского одеяния — шлема, кольчуги, доспехов — пронизывает всю художественную структуру храма, от архитектурных форм до декоративных деталей. Храм-памятник представляет собой восьмигранный центричный объём из серого гранита на мощном ступенчатом цоколе, увенчанный главой в виде стройного шлема на гранёном трибуне с крестом, кровля храма — в виде «мягко свисающей» на грани восьмерика чешуйчатой «кольчуги». Полукруглая апсида перекрыта конхой, западный придел — полуциркульным сводом. Четыре более узкие грани восьмерика украшены двумя ярусами медальонов в виде воинских щитов, в центре которых выгравированы христианские и наградные воинские кресты разнообразной формы (русский, греческий, Георгиевский, Андреевский) и по окружности памятные надписи: «С нами Бог», «Сим победиши». Окна на северном и южном фасадах, апсиде выполнены в виде четырёхконечных латинских крестов.
Строительство храма-памятника было завершено в 1912 году. В том же году губернатор Трёх Восточных провинций (Маньчжурии) Чжао-Эр-Сюн добавил к этому кладбищу территорию площадью в размере 15080 м². и передал в дар в вечное пользование. Многими частными лицами были пожертвованы храму образа, церковная утварь, облачения и т. п. На средства известного харбинского коммерсанта И. Ф. Чистякова сооружена звонница с 7 колоколами в северной части кладбища. За оградой устроен церковный дом со сторожкой и хозяйственными сооружениями. В 1914 году храм-памятник ещё не был освящён.
На внутренних стенах храма было прикреплено пять больших мраморных досок с перечислением войсковых частей русской армии, участвовавших в наиболее крупных боевых операциях, а именно: под Ляояном, на реке Шахе, под Сандепу и Мукденом, и шестая доска со сведениями об общих потерях в перечисленных операциях. С северной стороны храма, в некотором расстоянии от него, находилась звонница, сооруженная харбинским коммерсантом И. Ф. Чистяковым; семь колоколов, общим весом в 1720 кг, обладающих прекрасным звоном. В храме хранились два серебряных венка, возложенные на братскую могилу защитников Порт-Артура — один от Русской Императорской Армии, другой — от Флота.
Мукденский храм составлял единое целое с кладбищем, где покоилось около 60 тысяч погибших русских воинов как в войну 1900—1901 годы, так и в войну 1904—1905 годы. Храм вместе каменной кладбищенской оградой, могильными плитами, единообразными поминальными крестами и садом фактически являлся военным мемориалом. Кроме военных на кладбище покоились также некоторое количество гражданских лиц. Это кладбище считалось центральным русским кладбищем в Маньчжурии. Храм административно подчинялся Русской духовной миссии в Китае.
Здание храма не было разрушено в годы «культурной революции», однако вся территория русского военного кладбища была заасфальтирована под спортивную площадку и застроена. Сам же храм, находившийся в ведении Шэньянского правительства, использовался под склад. Все свободные подходы к нему перекрыты пристроенными вплотную современными зданиями, несмотря на то, что здание включено в список 70 памятников истории и культуры Шеньяна.
В 2004 году храм посетил Андрей Капранов. К тому времени слева и справа от входа были построены два небольших здания (слева — одноэтажное, справа — двухэтажное), вместе они значительно закрыли обзор церкви со стороны двора. Вход в храм располагался между этими двумя строениями. Андрею Капранову удалось уговорить владельца здания пустить его внутрь:

Он доброжелательно поздоровался со мной и сказал, что я буду первым русским человеком, который посетит это здание за его долгое время работы. Он не имел никакого представления, что это за здание, кем и когда построено. Когда сняли замок и открыли ворота, внутри мы увидели множество коробок, занимавших почти все внутреннее пространство. Оказалось, что храм в течение 50 лет используется как склад. Благодаря этому его интерьеры практически полностью сохранены. Перед нами возвышалась стена алтаря, выложенная из камня, к которой мы с трудом пробрались. В правой части стены была видна дверь, ведущая в алтарь. Слева от входа в храм располагались два яруса стеллажей с коробками, а справа было свободное пространство, которое позволяло увидеть правую южную стену храма, в которой раньше было окно в виде креста, а ныне через проем видна кладка из кирпича вплотную к храму построенного здания. По обеим сторонам окна-креста на стене расположены памятные доски. Доска, что слева, была закрыта коробками, а на правой легко читался текст <…>
На потолке виднелись следы росписей, большая часть которых осыпалась. Под световым барабаном висит бронзовое паникадило, увенчанное электрическими свечами. Над выходом из церкви находится распятие, по обеим сторонам от него видны силуэты двух святых. Похоже, что они были выложены мозаикой, но с течением времени или событий были утрачены. Выход из храма украшен символикой с изображением андреевских лент и георгиевских крестов.

На начало 2010-х годов помещение храма было освобождено. Велись официальные переговоры с китайской стороной о его дальнейшей судьбе, например, предлагалось создать вокруг храма культурно-экономическую зону сотрудничества с Россией.
В мае 2015 года участники 9-й конференции российских соотечественников, проживающих в КНР, приняли программу по восстановлению памятников российского исторического присутствия на северо-востоке Китая. По словам наблюдателя Координационного совета соотечественников в Китае Сергей Ерёмина: «В Шэньяне местные власти намерены перенести храм Христа Спасителя и провести его ремонт. Однако имеются опасения, что в ходе этого перемещения могут пострадать или быть полностью утрачены внутренние росписи и интерьер храма. Поэтому мы намерены при посредничестве российских дипломатов и китайской стороны привлечь специалистов из России к решению данного вопроса».
Представителями Московской патриархии ведется диалог по восстановлению храма Христа Спасителя в Шэньяне.